# Mathieu Burgaudeau
Mathieu Burgaudeau (* 17. November 1998 in Noirmoutier-en-l’Île) ist ein französischer Radrennfahrer.

## Karriere
Burgaudeau entdeckte den Radsport bei sonntäglichen Mountainbike-Touren mit seinem Vater. Nach der Teilnahme an einem Teamtriathlon mit Freunden trat er Ende 2012 für den Club Saint-Jean-de-Monts Vendée Cyclisme an. Er nahm an seinen ersten Wettbewerben im September teil, zuerst im Cyclocross. Im folgenden Jahr wechselte er zum Straßenradsport und setzt sich bereits in seinem zweiten Rennen in der ersten Saison bei den U17-Junioren durch.
Im Juniorenbereich gewann Burgaudeau 2015 die Bergwertung der Tour du Pays de Vaud und 2015 mit zwei Etappen der Tour du Valromey, bei der er auch die Punktewertung gewann, seine ersten internationalen Wettbewerbe.
In den Jahren 2017 und 2018 fuhr Burgaudeau für Vendée U, dem Farmteam des UCI Professional Continental Teams Total Direct Énergie , für das er zum Saisonende 2017  als Stagiaire fuhr. Er wurde Dritter und Gewinner der Nachwuchswertung der Tour de Gironde 2017. Im Jahr 2018 wurde er mit der französischen Nationalmannschaft Dritter der U23-Ausgabe des Klassikers Gent-Wevelgem, einem Wettbewerb des UCI Nations’ Cup U23.
Ab der Saison 2019 erhielt Burgaudeau bei Total Direct Énergie einen regulären Vertrag als Neoprofi. Daneben fuhr er weiterhin für die französische U23-Nationalmannschaft u. a. die Tour de l’Avenir und wurde Neunter im Straßenrennen der Weltmeisterschaften 2019. Da sein Team mit verschiedenen Verletzungen konfrontiert wurde und er eine überzeugende französische Meisterschaft fuhr, wurde er für die Tour de France 2020 aufgestellt, die er als 131. der Gesamtwertung beenden konnte. Seinen ersten Sieg in einem Rennen der UCI WorldTour erzielte er auf der sechsten Etappe von Paris–Nizza 2022, die er durch eine späte Attacke mit wenigen Metern Vorsprung vor dem Feld gewann. 2022 und 2023 bestritt Burgaudeau zwei weitere Male die Tour de France, wobei er auf der 12. Etappe des Jahres 2023 einen zweiten Etappenplatz errang. Weiters stand er bei der Bretagne Classic Ouest-France 2023 als Zweiter auf dem Podium, nachdem er sich im Sprint nur seinem Landsmann Valentin Madouas geschlagen geben musste.

## Erfolge
2015
- Bergwertung Tour du Pays de Vaud

2016
- zwei Etappen und Punktewertung Tour du Valromey

2017
- Nachwuchswertung Tour de Gironde

2022
- eine Etappe Paris–Nizza

## Grand-Tour-Platzierungen
| Grand Tour            | 2019 | 2020 | 2021 | 2022 | 2023 | 2024 | 2025 |
| --------------------- | ---- | ---- | ---- | ---- | ---- | ---- | ---- |
| Giro d’ItaliaGiro     | –    | –    | –    | –    | –    | –    | –    |
| Tour de FranceTour    | –    | 131  | –    | 67   | 31   | 63   | 63   |
| Vuelta a EspañaVuelta | –    | –    | –    | –    | –    |      |      |